# Cicha Równia
Cicha Równia – (niem. Theisenhübel, czes. Tichá rovina) - szczyt 1001 m n.p.m. w południowo-zachodniej Polsce, w Sudetach Zachodnich, w Górach Izerskich, w Grzbiecie Wysokim.

## Lokalizacja
Wzniesienie położone jest w Sudetach Zachodnich, w środkowo-wschodniej części Gór Izerskich, w południowej części bocznego pasma Wysokiego Grzbietu Gór Izerskich, na południe od Rozdroża pod Cichą Równią, około 1,8 km na północny zachód od Jakuszyc.

## Charakterystyka
Wzniesienie w kształcie rozległego masywu ze słabo zaznaczoną kulminacją szczytową, w całości zalesione świerkowym lasem jest gęsto poprzecinane ścieżkami dla pieszych, narciarzy oraz rowerzystów. Zbocze północne łagodnie opada w kierunku Rozdroża pod Cichą Równią, a południowe w kierunku doliny rzeki. Zbocza: zachodnie i wschodnie są bardzo łagodne. Na zachód od wzniesienia wznosi się odosobnione wzniesienie Krogulec, o tej samej wysokości, z którym dominują w południowej części bocznego pasma w Wysokim Grzbiecie. Przez wzniesienie przechodzi granica wododziału zlewisk Morza Bałtyckiego i Północnego. Na północno-wschodnim zboczu wzniesienia położone są źródła dopływów Kamiennej, a na północno-zachodniej stronie zbocza źródełka dopływów Izery.

## Budowa geologiczna
Cały masyw Cichej Równi zbudowany jest z górnokarbońskich granitów porfirowatych (granitów karkonoskich).

## Inne
- Około 2,7 km na północ od szczytu wznosi się Wysoka Kopa najwyższe wzniesienie Gór Izerskich.

## Turystyka
Przez szczyt nie prowadzą szlaki turystyczne
- Cicha Równia położona jest w trójkącie, którego ramiona tworzą trasy: Szklarska Droga (Stara Droga Celna) - od północnego zachodu, Górny Dukt Końskiej Jamy szlak zielony - od północnego wschodu i szlak czerwony przez Samolot - od południa.